# Athanasia Tsoumeleka
Athanasia Tsoumeleka (grško Αθανασία Τσουμελέκα), grška atletinja, * 2. januar 1982, Preveza, Grčija.
Nastopila je na poletnih olimpijskih igrah v letih 2004 in 2008, leta 2004 je osvojila naslov olimpijske prvakinje v hitri hoji na 20 km, leta 2008 je zasedla deveto mesto, ki ji je bil odvzeto zaradi dopinga.